# Dolder AG
Die Dolder AG mit Sitz in Basel ist ein international tätiges Schweizer Rohstoffhandelsunternehmen. Sie beliefert unterschiedliche Industriezweige mit Polymeren, chemischen und natürlichen Rohstoffen, Additiven sowie Zwischenprodukten. Diese werden unter anderem in folgenden Industrien eingesetzt: Kunststoffverarbeitung, Lack- und Farben sowie im Bau und für Klebstoffe. Darüber hinaus werden Produkte zur Reinigung von Luft, Wasser und Boden vertrieben.
Das heute in der fünten Generation geführte Familienunternehmen wurde 1898 von J.H. Wolfensberger unter dem Namen J.H. Wolfensberger & Co gegründet. Später ging das Unternehmen über Wilhelm Dolder, der bei der Unternehmensgründung die Funktion als Exportleiter übernahm und Teilhaber wurde, in den Besitz der Familie Dolder über.
Es gibt Tochtergesellschaften in Italien, Spanien und der Türkei. Hinzu kommt die Dolder-Bigler AG in Zug/Schweiz. Das Unternehmen erwirtschaftet mit etwa 100 Mitarbeitenden einen Jahresumsatz von rund 180 Millionen Schweizer Franken.